# Dacryodes dungii
Dacryodes dungii là một loài thực vật có hoa trong họ Burseraceae. Loài này được Than & Yakovlev mô tả khoa học đầu tiên năm 1985.